# Chondroptera musiva
Chondroptera musiva är en insektsart som beskrevs av Ernst Evald Bergroth 1910. Chondroptera musiva ingår i släktet Chondroptera och familjen sköldstritar. Inga underarter finns listade i Catalogue of Life.